# Taglio di Po
Taglio di Po ist eine nordostitalienische Gemeinde (comune) mit 7874 Einwohnern (Stand 31. Dezember 2023) in der Provinz Rovigo in Venetien. Die Gemeinde liegt etwa 34 Kilometer westsüdwestlich von Rovigo in der Polesina, dem Mündungsgebiet des Po. Zur italienischen Adriaküste sind es 5 Kilometer. Taglio di Po grenzt wegen des schmalen Streifens der Nachbargemeinde Ariano nel Polesine nicht an die Provinz Ferrara. Ein Teil der Gemeinde gehört zum Parco regionale del Delta del Po.

Lage der Gemeinde Taglio i Po in der Provinz Rovigo

## Geschichte
Ab dem ausgehenden Mittelalter und der Renaissance gehörte das Gebiet und auch die heutige Ortschaft zur Republik Venedig. 

## Verkehr
Die Gemeinde wird von der Strada Statale 309 Romea (E 55), des Teilstücks von Ravenna nach Venedig, durchquert. Diese Straße ist auch die letzte größere Brücke über den Po vor dessen Mündung in die Adria.

## Gemeindepartnerschaft
Taglio di Po unterhält eine Partnerschaft mit der kroatischen Gemeinde Omišalj (ital. Castelmuschio, dt. Muschau) in der Gespanschaft Primorje-Gorski kotar auf der Insel Krk.